# Yunes Ahamdi
Yunes Al-Ahamdi –en árabe, يونس الأحمدي– (nacido el 14 de abril de 1976) es un deportista marroquí que compitió en judo. Ganó tres medallas en el Campeonato Africano de Judo entre los años 2004 y 2008.

## Palmarés internacional
| Campeonato Africano | Campeonato Africano     | Campeonato Africano | Campeonato Africano |
| Año                 | Lugar                   | Medalla             | Categoría           |
| ------------------- | ----------------------- | ------------------- | ------------------- |
| 2004                | Túnez (Túnez)           | Medalla de bronce   | –60 kg              |
| 2006                | Puerto Louis (Mauricio) | Medalla de oro      | –60 kg              |
| 2008                | Agadir (Marruecos)      | Medalla de oro      | –60 kg              |